# دانیلو ساکرامنتو
دانیلو ساکرامنتو بازیکن فوتبال اهل برزیل است 